# Салала
 Тази статия е за града в Оман.  За вилаета вижте Салала (вилает).  
Салала (на арабски: صَلَالَة) е град в южен Оман, административен център на мухафазата Дзофар и вилаета Салала. Населението му е около 332 000 души (2020).
Разположен е на 18 метра надморска височина в подножието на планината Дзофар, на брега на Арабско море и на 120 километра източно от границата с Йемен. През Средновековието градът е сред основните центрове на търговията в Индийския океан, но постепенно запада и през XIX век е присъединен към султаната Маскат и Оман. В средата на XX век, при управлението на Саид ибн Таймур, той отново е столица на Оман преди нейното преместване в Маскат през 1970 година.

## Известни личности
Родени в Салала
- Кабус ибн Саид (1940 – 2020), султан